# Индианец (съзвездие)
Индианец, наречен още Висящанин, е южно съзвездие. Въведено е в края на 16 век. За пръв път се появява в „Уранометрия“-та на Йохан Байер от 1603 година, където е изобразено като гола мъжка фигура със стрели в двете ръце, но без лък.